# Ferdinando Tacconi
Ferdinando Tacconi (Milano, 27 dicembre 1922 – 11 maggio 2006) è stato un fumettista italiano.
Partecipante in prima linea alla Seconda guerra mondiale conseguendo una decorazione al Valore, alla fine degli anni quaranta disegna Sciuscià e Nat del Santa Cruz per l'editore Tristano Torelli.
Realizza storie belliche per editori inglesi quali  Fleetway Publication, Look and Learn, Junior Express.
Negli anni settanta crea graficamente Gli Aristocratici su testi di Alfredo Castelli (pubblicati sul Corriere dei Ragazzi) e il fumetto erotico-avventuroso Il dottor Barnard.
Nel 1977 e nel 1980, su testi di Gino D'Antonio, realizza due volumi della collana Un uomo un'avventura per le edizioni CEPIM: L'uomo del deserto e L'uomo di Rangoon.
Sempre su testi di Gino D'Antonio, disegna Mac lo straniero per la rivista Orient Express.
Per Sergio Bonelli Editore disegna storie nelle prestigiose serie Dylan Dog (Lama di rasoio, La iena, Maledizione nera e La rivolta delle macchine) e Nick Raider (I sanguinari, Mercanti di morte e La prova del fuoco). Ha lavorato molto anche per Il Giornalino delle Edizioni Paoline (Susanna, Uomini senza gloria, il sogno di Icaro, Marti Silente ecc.)
Nel 2003, per Edizioni Crapapelada, il Maestro milanese firma un portfolio che ripubblica il primo episodio degli Aristocratici, partecipando alla Mostra delle tavole originali. Le sue opere sono permanentemente esposte a Milano, a Spazio Papel che spesso organizza una Mostra di tavole originali e illustrazioni in suo ricordo: Un disegnatore Aristocratico, Gabbiani e aquile, Un uomo un'avventura, La storia del volo, la Grande guerra, In punta di pennello (2021)...
Il 26 maggio 2007, a Reggio Emilia, gli è stato assegnato postumo un prestigioso riconoscimento alla memoria, per il suo operato nel campo dei fumetti.

## Riconoscimenti
- Premio Yellow Kid al Salone Internazionale dei Comics (2001)